# Eclipse lunar de 30 de novembro de 2020
| Eclipse Lunar Penumbral 30 de novembro de 2020 | Eclipse Lunar Penumbral 30 de novembro de 2020 |
| --- | ---------------------------------------------- |
| Eclipse visto de Mineápolis, Minnesota (EUA) 9:24 UTC |                                                |
| A Lua cruzou a faixa de penumbra, ao sul do cone de sombra da Terra, de oeste para leste (da direita para a esquerda), com o disco lunar perdendo sensivelmente seu brilho e parte dele sendo levemente obscurecido. |                                                |
| Saros (e membro) | 116 (58 de 73)                                 |
| Sequência de eclipses lunares |                                                |
| Anterior | 5 de julho de 2020                             |
| Próximo | 26 de maio de 2021                             |
| Duração |                                                |
| Penumbral | 4:20:59                                        |
| Fases e Horários do Eclipse (UTC) |                                                |
| P1 | 7:32:21                                        |
| Máximo | 9:44:01                                        |
| P4 | 11:53:20                                       |

O eclipse lunar de 30 de novembro de 2020 foi um eclipse penumbral, o último dos quatro eclipses lunares do ano. Teve magnitude penumbral de 0,8285.

## Série Saros
Eclipse pertencente ao ciclo lunar Saros de série 116, sendo este o de número 58, de um total de 73 eclipses. O eclipse anterior da série foi em 20 de novembro de 2002.

## Visibilidade
Será visível no leste da Ásia, na Oceania, na América do Norte e na América do Sul.
| Região do planeta onde o eclipse será visível durante o máximo da totalidade - 9:44 UTC. | Mapa de visibilidade do eclipse. |